# 조완보
조완보(趙完普, ? - ?)는 남송의 황족 출신 원나라 사람이다. 남송의 제19대 황제인 남송 공제의 장남이다. 남송 멸망 후 원나라에서 태어났는데, 원나라의 마지막 황제 원 순제 때까지 생존했다.
그는 남송이 쿠빌라이 칸에게 멸망한 뒤에 출생하였으며, 형제의 수는 미상이다. 그가 어렸을 때 아버지 남송 공제가 출가하여 불교 승려가 되었다는 설이 있다. 
후일 그는 출가하여 승려가 되었다. 원조 말엽에 한때 한인들은 반원활동을 할 때 그를 반몽골 운동의 지도자로 고려했다고도 한다. 원 순제 연간에 그는 원 순제에 의하여 사저우(沙州)로 강제로 이주당했다 한다. 이후의 행적과 사망년월일은 미상이다.

## 가족 관계
- 조부 : 남송 도종 조기(南宋 度宗 趙禥, 1240년 ~ 1274년)
- 아버지 : 남송 공제 조현(南宋恭帝趙㬎)